# Amphoecus
Amphoecus is een kevergeslacht uit de familie van de boktorren (Cerambycidae). De wetenschappelijke naam van het geslacht werd voor het eerst geldig gepubliceerd in 1861 door Montrouzier.

## Soorten
Amphoecus is monotypisch en omvat slechts de volgende soort:
- Amphoecus metallicus Montrouzier, 1861